# 张乃燕

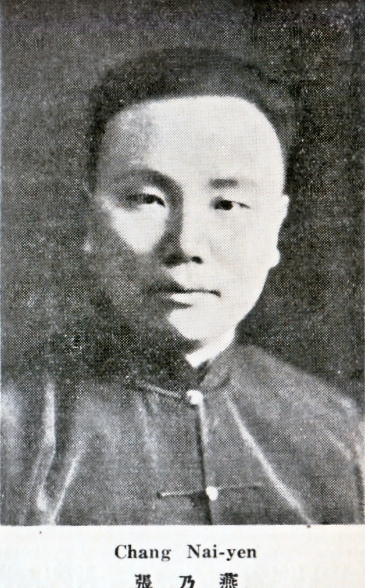
《中国名人录》第四版(1931年)

张乃燕（1894年—1958年），字君谋，号芸盦、芸庐。教育家，學者，政治活動家。祖父张颂贤 ，父為 张弁群，國民黨元老张静江是其叔父。浙江吳興（今湖州）人。

## 生平
清光緒二十年（1894年）8月18日生于浙江吴兴南浔。
早年先后就读于正蒙学社、浔溪公学、杭州府中学堂，后肄业于苏州东吴大学。1913年赴欧留学，先在英国伯明翰大学、伦敦大学帝國理工学院，后到瑞士，1919年获日内瓦大学化学哲学博士学位。同年归国。
1920年任北京大学化学教授，兼任北京高等师范学校（1923年改名北京师范大学）及北京工业专门学校化学教授。1923年当选为浙江省教育会会长，兼任浙江省立工业专门学校化学教授。1924年1月，应孙中山之聘出任广州大本营参议，当选为国民党中央委员。1925年任上海光华大学化学教授。
1926年春，任广州国民政府参事、外交部秘书。同年出任国立广东大学（1926年改名中山大学）校长，同时任国民政府教育行政委员会委员。曾任国民党中央委员。
1927年4月出任江苏省教育厅厅长兼省政府委员。1927年6月，国立东南大学改组为国立中央大学，出任校长，1929年请辞后任代理校长，直到1930年11月。
1929年受浙江省政府主席张静江之邀任浙江省政府委员，当选国民会议代表。1932年任全国建设委员会副委员长。
1933年任驻比利时特命全权公使。
1935年辞职返国，再不理政事。此后寓居上海，以书画文物收藏鉴赏自娱。
1958年因脑溢血在上海病逝。

## 著作
- 《欧洲大战史》
- 《世界大战全史》
- 《芸庐历史丛书》
- 《欧战中之军用化学》
- 《药用有机砒化物》
- 《有机染化学》